# D-Moll
D-Moll er en montenegrinsk vokalgruppe, der vil repræsentere Montenegro i Eurovision Song Contest 2019 i Tel Aviv.
De blev udvalgt til at repræsentere Montenegro i 2019-konkurrencen efter at have vundet landets nationale komkurrence, Montevizija. De vil udføre deres sang, "Heaven", i første halvdel af den første semifinale.